# Kedah

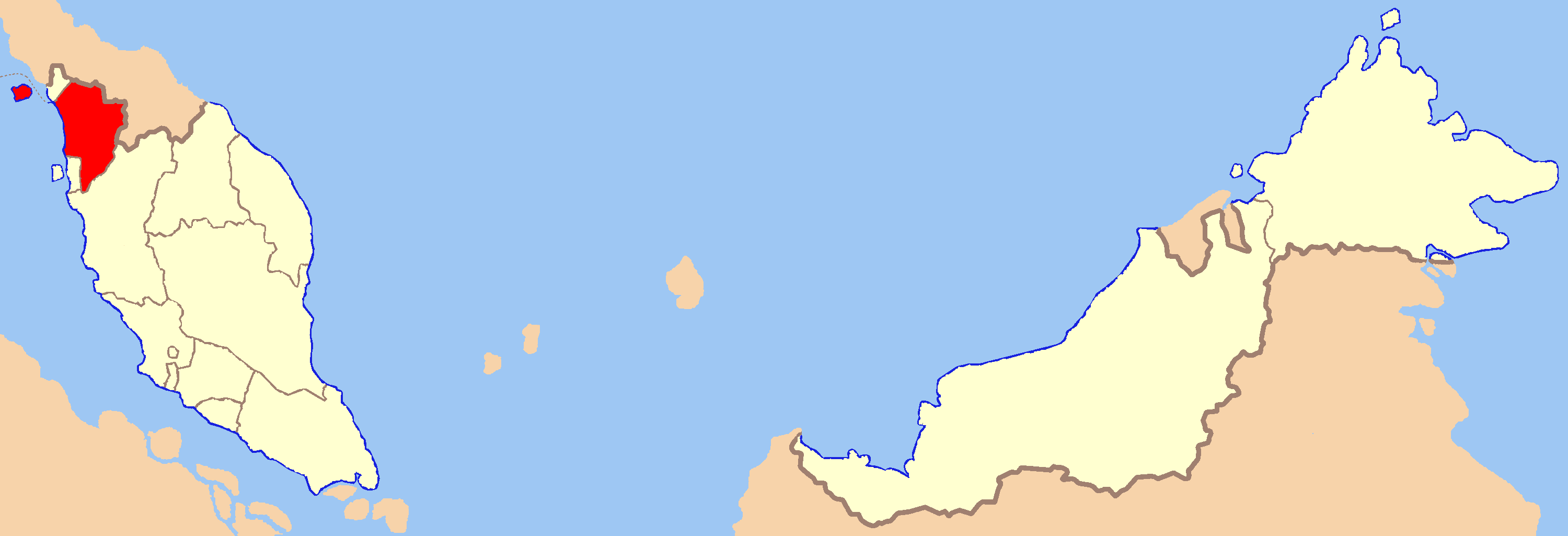
Delstatens läge i Malaysia.

Kedahs flagga.

Kedah är en delstat i nordvästra Malaysia, med gräns mot Thailand i norr och kust mot Andamansjön i väster. Befolkningen uppgick till 1 958 100 invånare år 2008, på en yta av 9 500 kvadratkilometer. Den administrativa huvudorten är Alor Setar. Ögruppen Langkawi, Malaysias västligaste område, tillhör delstaten. De största städerna är Alor Setar, Sungai Petani och Kulim. 

## Administrativ indelning
Kedah är indelat i elva distrikt:
- Baling
- Bandar Baharu
- Kota Setar
- Kuala Muda
- Kubang Pasu
- Kulim
- Langkawi
- Padang Terap
- Pendang
- Sik
- Yan